# インドハゲワシ
インドハゲワシ (印度禿鷲、Gyps indicus) は、インド、パキスタン、ネパールに自生するハゲワシの1種である。生息数が著しく減少したため、2002年に国際自然保護連合（IUCN）のレッドリストの絶滅危惧種に指定された。本種の生息数が減少した原因はジクロフェナクによる中毒死である。

## 特徴
中型の大きさである。胴体と雨覆が淡色であるが、羽柄は暗色である。翼は広く、尾羽は短い。その頭と首にはほとんど羽毛がなく、クチバシはかなり長い。
体長80 - 103センチメートル、翼開長1.96 - 2.38メートル、体重5.5〜6.3キログラムである。シロエリハゲワシより小柄である。また、シロエリハゲワシにある中雨覆の白い筋が見られない。

## 生態
主に崖の上にて繁殖を行うが、ラージャスターン州では、樹上にて営巣することが知られている。また、オールチャーのチャターブジ寺院のような高い建築物に繁殖することもある。他のハゲタカと同様に腐肉食動物であり、サバンナや人間の居住地の上空から食料となる動物の遺体を見つけ出す。頻繁に群れで移動する。

## 状況と保全

### 個体数の減少

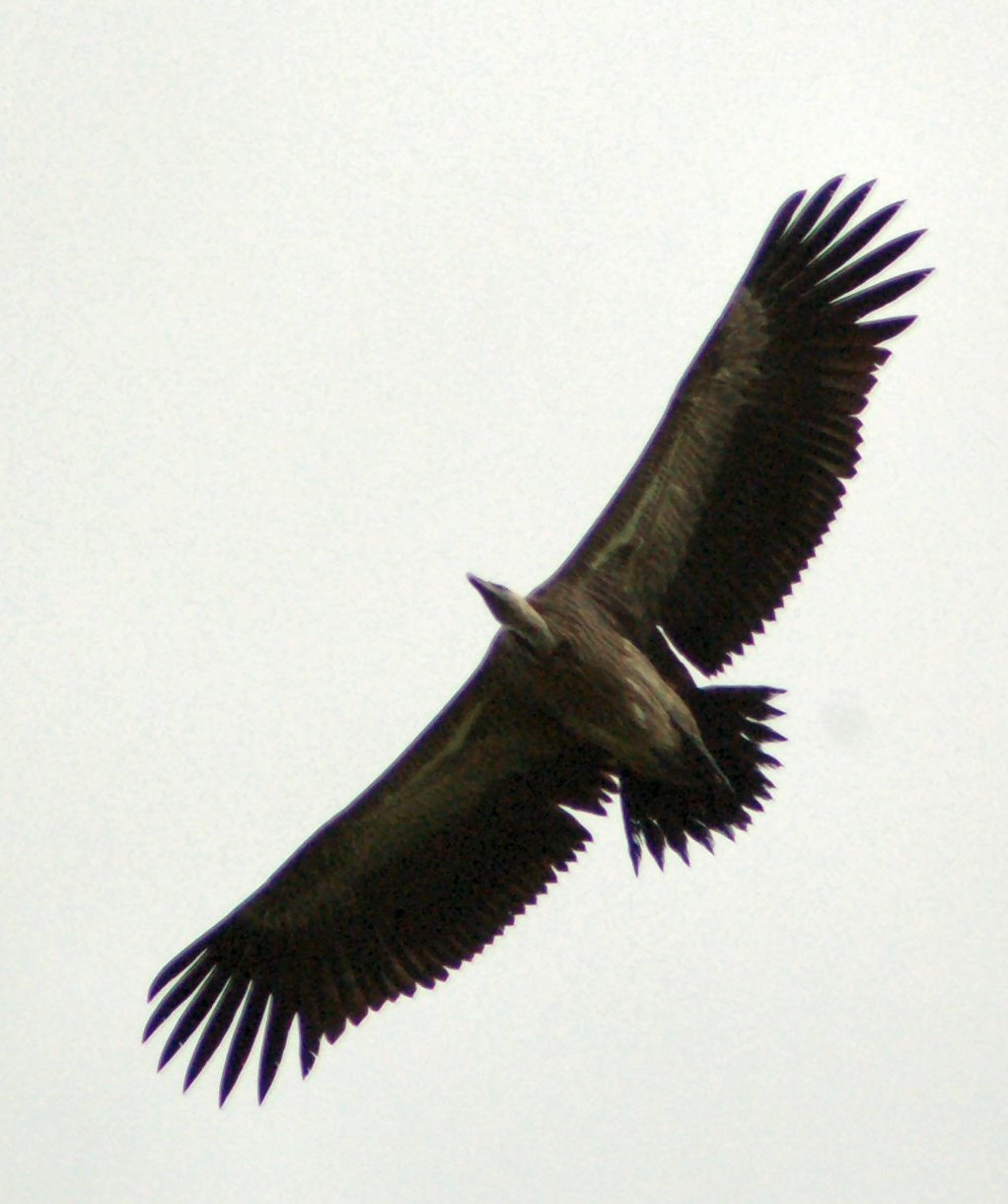
飛行中のインドハゲワシ

インドハゲワシとベンガルハゲワシ（G. bengalensis）は、バングラデシュ、パキスタン、インドにて個体数が97％-99％減に至っている。2000年から2007年の間、本種とハシボソハゲワシの減少率は年平均16％以上であった。原因として、ジクロフェナクによる中毒によるものと同定された。ジクロフェナクは、非ステロイド性抗炎症薬（NSAID）であり、関節の痛みの軽減のため家畜に処方され、その薬効は長期間にわたる。死の間際にジクロフェナクを投与された牛の肉をハゲタカが食用することにより中毒になるとされる。
ジクロフェナクは、ハゲワシのいくつかの種に腎不全を引き起こす。2006年3月にインド政府は、ジクロフェナクの家畜に対する処方を禁止すると発表した。別の非ステロイド性抗炎症薬（NSAID）であるメロキシカムは、ハゲワシに無害であることが判明しており、ジクロフェナクの代替品となるかの証明が必要がある。メロキシカムの生産が増加すると、ジクロフェナクのように値段が低下することが期待される。2011年8月、インドは、約1年間ジクロフェナクの家畜への使用を禁止したが、使用を防ぐことができなかった。インドハゲワシは、インド半島のカルナタカ州およびタミル・ナードゥ州にて少数しか生息していない。

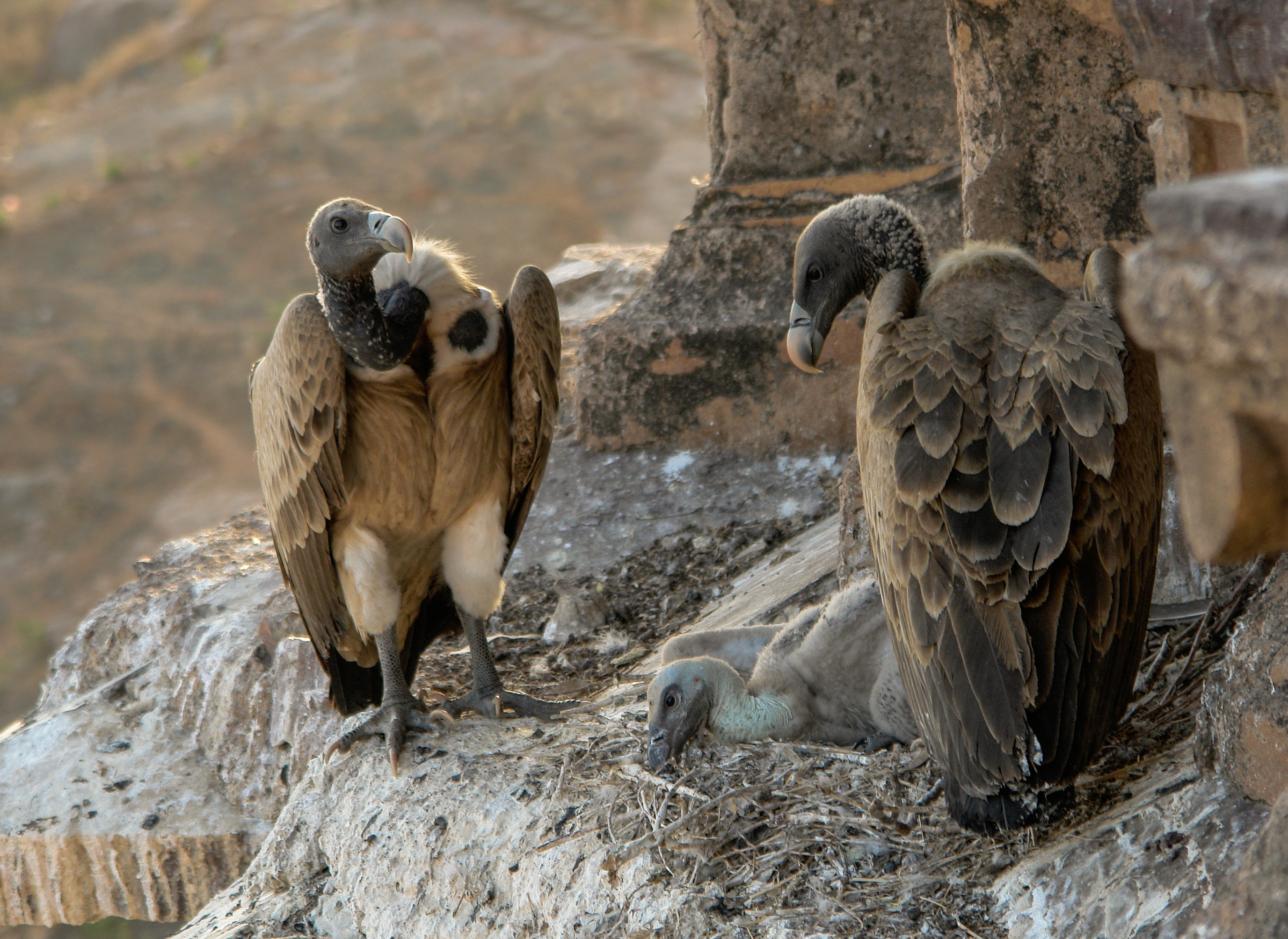
巣 (インド オールチャー)

### 繁殖計画
ハゲワシのいくつかの種の保全のため捕獲した上で、野生と隔離した施設で繁殖させる計画が開始された。ハゲワシは長寿命であり、繁殖が遅いので、計画は数十年かかると予想されている。ハゲワシは約5歳で繁殖年齢に達する。ジクロフェナクの中毒がなくなる環境になれば、施設で生育したハゲワシが野生に放出されることが期待される。
2014年初期に Saving Asia's Vultures from Extinction（SAVE）は、2016年より施設で生育したハゲワシを野生へ解放すると発表した。
アジア初のハゲワシ再導入計画の一環として、2016年6月、2羽のヒマラヤハゲワシがハリヤーナー州ピンジョアにあるジャターユ保全繁殖センターから野生に放たれた。